# 5 Serpentis
5 Serpentis (5 Serpentis / HD 136202 / HR 5694) és un estel de magnitud aparent +5,10. S'hi localitza a la constel·lació del Serpent, Serpens, concretament en Serpens Caput, el cap de la serp. S'hi troba a 81 anys llum del sistema solar.
5 Serpentis està catalogada com a gegant o subgegant groga de tipus espectral F8III-IV. Té una temperatura efectiva de 6.117 - 6.123 K i és 4,5 vegades més lluminosa que el Sol. Gira sobre si mateixa amb una velocitat de rotació projectada de 4,8 km/s. La seva massa és aproximadament un 25% major que la massa solar i posseeix una edat estimada entre 3.100 i 4.000 milions d'anys. És, a més, un estel variable BY Draconis la lluentor del qual varia 0,12 magnituds, per la qual cosa rep la denominació, quant a variable, de MQ Serpentis.
5 Serpentis presenta una metal·licitat pràcticament igual a la solar ([Fe/H] = -0,01). De 16 elements avaluats, alguns d'ells presenten nivells més alts que en el Sol, entre ells lantani, ceri i europi; especialment notable és el cas d'aquest últim element del grup dels lantànids, l'abundància relativa dels quals és 4 vegades més elevada que en el Sol. Així mateix, és lleugerament deficient -en relació als nivells solars- en alumini, calci i bari; en concret, aquest últim metall és la meitat d'abundant que en el nostre estel.
5 Serpentis forma un estel doble amb LHS 3060, visualment separat d'ell 11,5 segons d'arc. De magnitud +10,1, probablement és una nana taronja de tipus K4, i hom pensa que forma un veritable sistema binari amb 5 Serpentis. La separació real entre els dos estels és igual o major de 285 ua.